# Akinori Eto
Pour les articles homonymes, voir Eto.
Akinori Eto (江渡 聡徳, Eto Akinori), né le 12 octobre 1955, est un homme politique japonais. Il est le ministre de la Défense du Japon du 3 septembre 2014 au 24 septembre 2014.
Comme la plupart des membres du gouvernement Abe, il est affilié au lobby révisionniste Nippon Kaigi.